# Alexei Sivakov
Alexei Sivakov (Moscú, 7 de enero de 1972) es un ciclista ruso que fue profesional de 1996 a 2005. Tras su retirada se convirtió en director deportivo del conjunto Katyusha Continental hasta 2010.
Su hijo Pavel también es ciclista profesional.

## Palmarés
1994
- Vuelta a Serbia

1998
- Circuito Montañés, más 2 etapas
- 2º en el Campeonato de Rusia Contrarreloj

2000
- 3º en el Campeonato de Rusia en Ruta

## Resultados en Grandes Vueltas y Campeonatos del Mundo
Durante su carrera deportiva ha conseguido los siguientes puestos en las Grandes Vueltas y en los Campeonatos del Mundo en carretera:
| Carrera              | Carrera              | 1996 | 1997 | 1998 | 1999 | 2000 | 2001  | 2002  | 2003 | 2004 | 2005 |
| -------------------- | -------------------- | ---- | ---- | ---- | ---- | ---- | ----- | ----- | ---- | ---- | ---- |
|                      | Giro de Italia       | 70.º | 47.º | ―    | ―    | ―    | ―     | ―     | ―    | ―    | ―    |
|                      | Tour de Francia      | ―    | ―    | 87.º | 93.º | ―    | 104.º | ―     | ―    | ―    | ―    |
|                      | Vuelta a España      | ―    | ―    | ―    | ―    | ―    | ―     | 126.º | ―    | ―    | ―    |
| Mundial en Ruta      | Mundial en Ruta      | Ab.  | 75.º | Ab.  | Ab.  | 96.º | ―     | ―     | ―    | ―    | ―    |
| Mundial Contrarreloj | Mundial Contrarreloj | 31.º | ―    | ―    | ―    | ―    | ―     | ―     | ―    | ―    | ―    |

―: no participa

Ab.: abandono